# Tutti (album)
Tutti è il quarto album in studio della musicista britannica Cosey Fanni Tutti, uscito nel 2019 per Conspiracy Records. 

## Tracce
- Tutti - 4:54
- Drone - 4:25
- Moe - 4:28
- Sophic Ripple - 4:38
- Split - 5:01
- Heliy - 5:18
- En - 4:28
- Orenda - 4:49